# Palacio de Justicia de los Estados Unidos Thurgood Marshall
El Palacio de Justicia de los Estados Unidos Thurgood Marshall es un edificio de gobierno de estilo neoclásico ubicado en el barrio de Civic Center en el Lower Manhattan en Nueva York, Nueva York. El US Courthouse se encuentra inscrito en el Registro Nacional de Lugares Históricos desde el 2 de septiembre de 1987. Cass Gilbert es el arquitecto del US Courthouse.

## Ubicación
El US Courthouse se encuentra dentro del condado de Nueva York en las coordenadas 40°42′49″N 74°00′10″O / 40.713611, -74.002778.